# آب‌سنگ حلقوی اورولوک
آب‌سنگ حلقوی اورولوک در ایالت پوناپی در ایالات فدرال میکرونزی است.

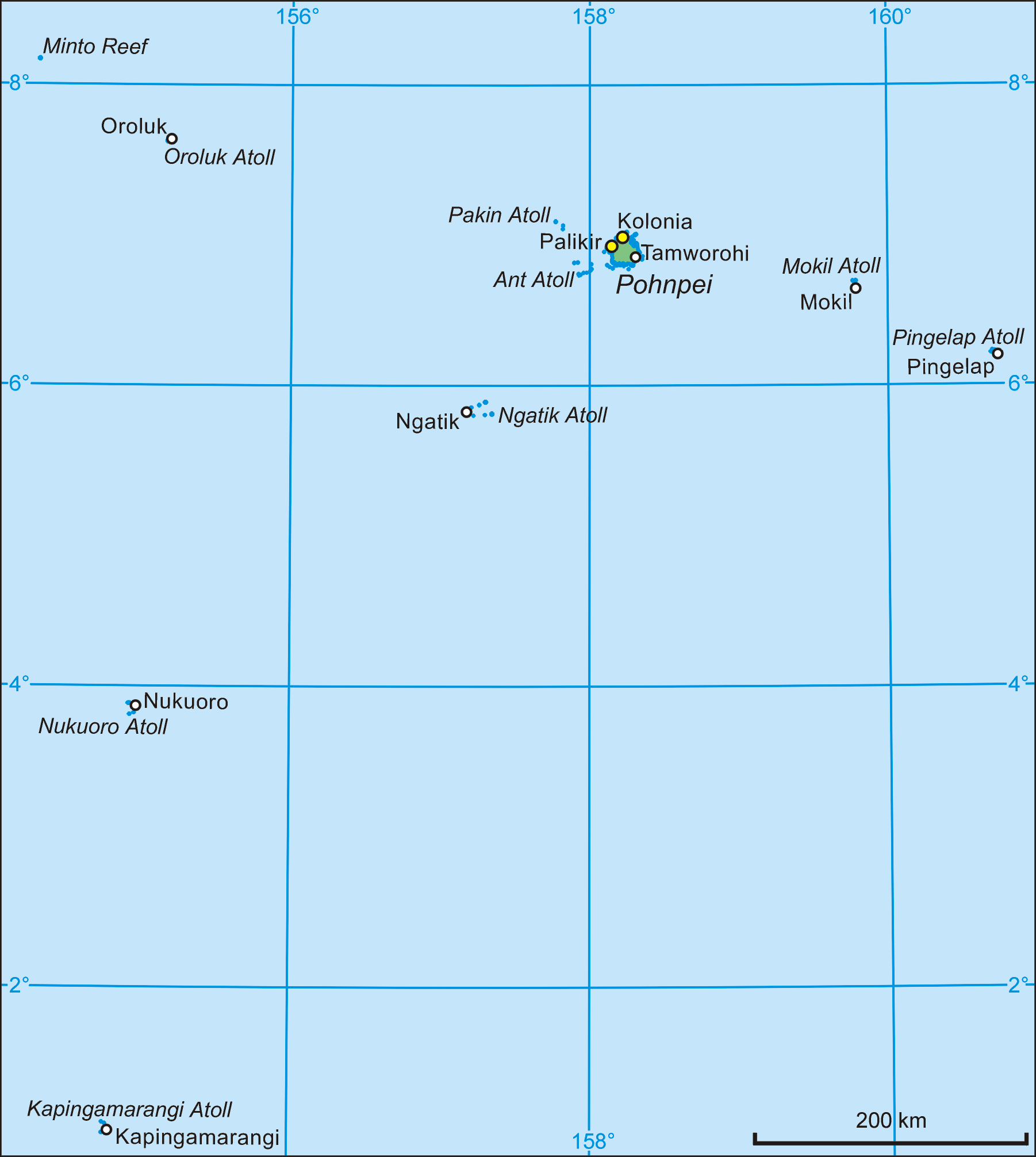
نقشه ایالت پوناپی

## جزئیات
آب‌سنگ حلقوی اورولوک از شمال باختر تا جنوب خاور به طول نزدیک به ۳۲ کیلومتر (۲۰ مایل) و عرض ۲۰ کیلومتر (۱۲ مایل) کشیده شده است. مساحت تالاب آن نزدیک به ۴۲۰ کیلومتر مربع (۱۶۲ مایل مربع) است.
در طول زمان، بیش از ۲۵ آبخوست و کناره شنی در بخش خاوری این آب‌سنگ حلقوی قرار داشتند که توسط گردبادها از میان رفته‌‌اند و اکنون تنها جزیره اورولوک در شمال باختری‌ترین بخش این آب‌سنگ حلقوی، باقی مانده است. به نظر می‌رسد که آب‌سنگ حلقوی اورولوک نخستین بار توسط دریانوردانی از آبخوست نامولوک و جزایر مورتلوک علیا کشف و نامگذاری شده باشد.
بین ۵ تا ۱۰ نفر در این آب‌سنگ حلقوی زندگی می‌کنند که بیشتر آنان از منطقه ۴ روستای کاپینگا در کولونیا و پوناپی می‌آیند. کار مردم ساکن آن، کاشت موز و تارو است. هر ۶ ماه، یک کشتی، با پهلوگیری در تالاب، نیازهای مردم این آب‌سنگ حلقوی را به آنان می‌رساند. با کمک سوارسازی سایدباند تکی در فرکانس ۷۸۷۶/۵ در ساعت ۰۶۰۰Z روز برای ۱۵ دقیقه می‌توان با مردم آن تماس گرفت.

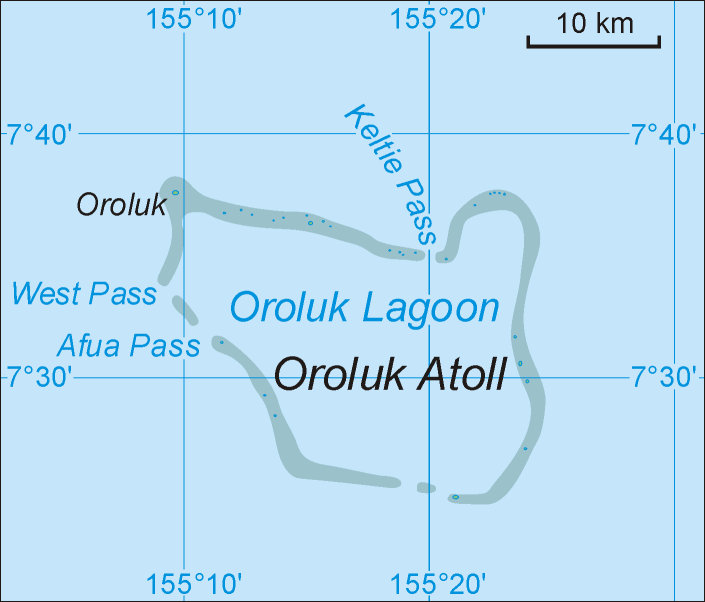
نقشه آب‌سنگ حلقوی اورولوک

## شهرداری
شهرداری اورولوک، آب‌سنگ حلقوی اورولوک و آب‌سنگ مینتو را در بر می‌گیرد و یکی از دوازده تقسیمات کشوری ایالت پوناپی است.

## تاریخچه
آب‌سنگ حلقوی اورولوک توسط دریانور اسپانیایی "آلونسو د آرلانو" در ۱۵۶۵ و سوار بر پاتاچه "سن لوکاس" کشف شد. او نام این آب‌سنگ حلقوی را "میرا کومو" (به اسپانیایی: Mira Cómo) (ببینید چگونه می‌روید) نامید. در ۷ آوریل ۱۷۷۳ افسر نیروی دریایی اسپانیایی دیگری به نام فلیپه تومپسون از آن بازدید کرد. او به خاطر سختی دسترسی به این آب‌سنگ حلقوی، آن را "باخو تریسته" (به اسپانیایی: Bajo Triste) (سد ساحلی غم‌انگیز) نامید. او همچنین این جزیره را "سن آگوستین" نیز نامید.